# 蕭惠 (遼朝)
萧惠（983年—1056年），字伯仁，别名贯宁、管宁，小字脱古思，辽朝名臣。萧阿古只五世孙。
早年，蕭惠跟随萧排押入侵王氏高丽。1013年，任南京统军，后历任东京留守、西北路招讨，封魏国公。1027年，为南京侍卫亲军马步军都指挥使，知兴中府、郑王。辽兴宗继位后为南院枢密使、齐王。兴宗欲南侵宋朝，宰相萧孝穆反对，而萧惠全力支持。之后，宋辽达成了1042年增加岁币的协议。萧惠进封北院枢密使、北院宰相、韩王。1044年，率军大军入侵西夏，被李元昊所败，李元昊死后，再次入侵，同样惨败。萧惠尚辽圣宗之女秦国长公主，1050年致仕，再封魏国王。
有子萧慈氏奴。

## 延伸阅读
[在维基数据编辑]
 《遼史·卷93》，出自脱脱《遼史》